# Mesorhaga funebris
Mesorhaga funebris är en tvåvingeart som beskrevs av Octave Parent 1929. Mesorhaga funebris ingår i släktet Mesorhaga och familjen styltflugor.
Artens utbredningsområde är Peru. Inga underarter finns listade i Catalogue of Life.